# Андрес Анна Олександрівна
Анна Олександрівна Андрес (нар. 17 листопада 1993, Львів, Україна) — українська модель, підприємиця, телеведуча, модна інфлюєнсерка. Переможниця всеукраїнського конкурсу краси «Міс Україна Всесвіт» 2014 року.

## Біографія
Анна Андрес народилася 17 листопада 1993 року у Львові, в українській родині з польським та російським корінням.
Мати Вікторія, за освітою художниця-оформлювачка, працює дизайнеркою інтер'єрів та екстер'єрів. Батько Олександр має юридичну освіту, працював у міліції. Батьки розлучилися, коли Анні було 5 років.
У 2010 році закінчила школу.
У 2016 році закінчила Львівський торгово-економічний університет (ЛТЕУ), здобувши юридичну освіту.
З 2018 року пройшла навчання в University of Arts: Central Saint Martins у Лондоні за фахом ювелірний бізнес.
У липні 2020 Анна Андрес одружилася з французьким бізнесменом Давидом Барокасом. Церемонія відбулася на Лазурному узбережжі в стінах п'ятизіркового готелю Hôtel Du Cap-Eden-Roc.
У 2021 році Анна народила сина Джеймса, у 2022 році — сина Габріеля.

## Кар'єра
У 2010 році Анна Андрес стала «Віце-міс Львів». Після цього їй почали надходити пропозиції про співпрацю від модельних агентств Києва, Мілана, Лондона і Шанхая. Під час навчання у ВНЗ уклала контракт з модельними агентствами L Models (Київ) і Bookings (Лондон), періодично працювала моделлю.
У квітні 2014 року Андрес з'явилася на обкладинці журналу L'officiel Ukraine.
6 червня 2014 року перемогла в конкурсі краси «Міс Україна Всесвіт», надалі активно займається благодійними проєктами в Україні, співпрацює з благодійними фондами, що надають допомогу літнім людям та дітям-переселенцям із зони АТО на Донбасі.
У вересні 2014 року Андрес знімалася для журналів GQ Russia і GQ Mexico, у жовтні — для американського бренду вечірніх суконь Sherri Hill у Техасі.
Наприкінці 2014 року Анна Андрес публічно відмовилася представляти Україну на конкурсі «Міс Всесвіт» у США, посилаючись на особисті обставини.
З 2016 року почала працювати телеведучою на телеканалі про моду HD Fashion, вела репортажі з тижнів моди в Мілані та Парижі, з Каннського кінофестивалю.
У 2017 році знялась в кліпі співака Arash на пісню «Dooset Daram» як головна героїня.
У 2018 році Анна Андрес співпрацювала з британським брендом Pritch London і створила спільну колекцію одягу Pritch by Anna Andres.
У квітні 2019 року заснувала ювелірний бренд Anna Andres Jewelry.
У 2021 році у співпраці з дизайнеркою Валерією Ковальською створила капсульну колекцію ювелірних прикрас SYNERGY.